# Bo Gu
Bo Gu, właśc. Qin Bangxian (秦邦宪; ur. 14 maja 1907, zm. 8 kwietnia 1946) – chiński działacz komunistyczny, członek Komunistycznej Partii Chin. 
Należał do prosowieckiej frakcji tzw. "28 bolszewików". Przebywał w Moskwie, skąd po usunięciu Li Lisana w 1930 roku został z rozkazu Stalina wysłany do Szanghaju celem przejęcia władzy w KPCh. Od 1932 roku pełnił funkcję sekretarza generalnego partii. Usunięty z tego stanowiska w styczniu 1935 roku przez Mao Zedonga podczas konferencji z Zunyi. W 1936 roku brał udział w pertraktacjach z Kuomintangiem w Xi’anie, które zaowocowały stworzeniem wspólnego frontu antyjapońskiego. Zginął w katastrofie lotniczej.